# بول مانتيي
بول مانتيي (بالإنجليزية: Paul Mantee)‏ هو روائي وكاتب وممثل أمريكي، ولد في 9 يناير 1931 بسان فرانسيسكو في الولايات المتحدة، وتوفي في 7 نوفمبر 2013 بماليبو في الولايات المتحدة بسبب سرطان البروستاتا.

## أعمال

### أفلام
- (1969) هم يقتلون الخيول، أليس كذلك ؟[5]
- (1995) أبولو 13[6][7][8]

### مسلسلات
- باتمان
- دالاس

## وصلات خارجية
- بول مانتيي على موقع IMDb (الإنجليزية)
- بول مانتيي على موقع ألو سيني (الفرنسية)
- بول مانتيي على موقع أول موفي (الإنجليزية)
- بول مانتيي على موقع قاعدة بيانات الأفلام السويدية (السويدية)
- بول مانتيي على موقع قاعدة بيانات الفيلم (الإنجليزية)
- بول مانتيي على موقع كينوبويسك (الروسية)